# Sonja Jeannine
Sonja Jeannine (heute Jeannine Cutter; * 9. Mai 1956 in Österreich) ist eine österreichische ehemalige Schauspielerin.

## Leben
Jeannines schauspielerische Karriere begann im Theater an der Löwinger-Bühne. Eine im Fernsehen gezeigte Aufführung führte dann zu Engagements für einige der damals populären Sexfilme der Reportwelle. Nach Versuchen in Genrefilmen auch internationaler, meist italienischer Produktionen kehrte sie ab 1978 zum Fernsehen und auf die Bühne zurück. Auf dem Bildschirm konnte man sie zuletzt 1984 sehen.
In den 1980er-Jahren war sie am Theater in der Josefstadt engagiert, wo sie 1983 den Bauunternehmer Richard Lugner kennenlernte, mit dem sie eine Tochter (* 1984) hat.
Im selben Jahr spielte sie bei den Bregenzer Festspielen in Der Schwierige.
Bald darauf beendete Jeannine ihre darstellerische Karriere. Sie lebt als Immobilienmaklerin in Las Vegas in den USA.

## Filmografie (Auswahl)
- 1973: Die falsche Katze
- 1973: Schulmädchen-Report. 5. Teil: Was Eltern wirklich wissen sollten
- 1973: Frau Wirtins tolle Töchterlein
- 1973: Frühreifen-Report
- 1973: Schulmädchen-Report. 6. Teil: Was Eltern gern vertuschen möchten
- 1973: Schlüsselloch-Report
- 1973: Was Schulmädchen verschweigen
- 1973: Zinksärge für die Goldjungen
- 1974: Wenn die prallen Möpse hüpfen
- 1974: Schulmädchen-Report. 7. Teil: Doch das Herz muß dabei sein
- 1974: Karate, Küsse, blonde Katzen (Yang chi)
- 1974: Zwei tolle Hechte – Wir sind die Größten (Prima ti suono e poi ti spara)
- 1975: Die gelbe Nachtigall (Fernsehfilm)
- 1975: La verginella
- 1975: Das Netz
- 1976: I prosseneti
- 1976: Ab morgen sind wir reich und ehrlich
- 1976: Der schwarze Korsar (Il corsaro nero)
- 1977: Mannaja – Das Beil des Todes (Mannaja)
- 1978: Spät, aber doch (Fernsehfilm)
- 1978: Tatort: Lockruf (Fernsehreihe, 1 Fole)
- 1978: Liebe tiefgekühlt (Fernsehfilm)
- 1978: Das Manöverkind (Fernsehfilm)
- 1979: Doppelt hält schlechter (Fernsehfilm)
- 1979: Steiner – Das Eiserne Kreuz, 2. Teil
- 1979: Ekstase – Der Prozeß gegen die Satansmädchen

## Theaterstücke – Boulevardstücke
- 1973: Die drei Dorfheiligen – Löwingerbühne
- 1979: Der Fehltritt – Löwingerbühne
- 1980: Der Mustergatte (von Avery Hopwood), Aufzeichnung (Wiener Kammerspiele), mit Alfred Böhm und Senta Wengraf.
- 1979: Lasst uns lügen - Aufzeichnung aus dem TV-Theater im ORF-Zentrum
- 1982: Der verkaufte Großvater - Löwingerbühne